# Emmanuel de Trey
Emmanuel de Trey fue un deportista suizo que compitió en remo. Ganó una medalla de bronce en el Campeonato Europeo de Remo de 1906, en la prueba de doble scull.

## Palmarés internacional
| Campeonato Europeo | Campeonato Europeo | Campeonato Europeo | Campeonato Europeo |
| Año                | Lugar              | Medalla            | Prueba             |
| ------------------ | ------------------ | ------------------ | ------------------ |
| 1906               | Pallanza (Italia)  | Medalla de bronce  | Doble scull        |